# حماملو (ورزقان)
حماملو یکی از روستاهای استان آذربایجان شرقی است که در دهستان اۆزۆمدیل بخش مرکزی شهرستان ورزقان واقع شده‌است.

## پیشینه
نوشته و نشانی که دیرینگی زمانی حماملو را دقیقاً آشکار کند در دست نیست؛ ولی یادبودهای باستانی موجود نشان‌دهنده‌ی این است که پیشینه‌ی روستا به هزاره اول یا پیش از آن برمی‌گردد. یادبودهای باستانی که در حماملو وجود دارد مربوط به دوره‌های گوناگون است که این یادبودها نشان‌دهنده‌ی پیشینه باستانی این روستا است.
مردم حماملو به سبب کوهستانی بودن منطقه و دور بودن جای آن‌ها از مراکز پرجمعیت و راه‌های رسانشی، سده‌ها در انزوا زیسته و بنابراین بسیاری از آیین‌های قومی و سنتی و همچنین برخی واژگان ریشه‌دار ترکی آذربایجانی و گویش خود را پاسبانی کرده‌اند. پوشاک‌های سنتی آن‌ها، هنوز هم میان آن‌ها رواج دارد.

### نام حماملو
درباره نام روستا جُستارهای فراوانی وجود دارد که درباره هیچ‌کدام قطعیتی وجود ندارد. برخی بر این دیدگاه هستند که حماملو دربرگیرنده دو واژهٔ حمّام و لو است. که واژه حمّام در زبان عربی به معنای کبوتر است و واژه لو در زبان ترکی به معنای 'از آن' یا 'با' است. بنابراین حماملو یعنی آنجایی که از آنِ کبوتران است. و دسته‌ای نیز نام حماملو را برگرفته از گرمابه‌های موجود در قلعه‌ها می‌دانند.

## اقتصاد
زندگی مردم حماملو با کشاورزی، باغداری و دامداری می‌گذرد که با روش‌های سنتی اداره می‌شود. بیشتر زنان در امور اقتصادی با مردان همکاری دارند. گندم و جو از محصولات روستا بوده و عدس ان بسیارمرغوب و در منطقه مشهوراست.
گلیم یکی از صنایع دستی روستا می‌باشد البته در سال‌های گذشته قالی‌بافی نیز در حماملو رونق خوبی داشته ولی متأسفانه این روزها قالی‌بافی در حماملو رو به کاهش است.

## جغرافیا
ناحیه‌ای کوهستانی و معتدل است. دارای ۱۳۵ تن سکنه می‌باشد. راه‌های درون روستا خاکی ولی ماشین رو است.
حماملو دارای چندین چشمه است که برای آبیاری مزارع و باغات مورد استفاده قرار می‌گیرد.

## ثبت تپه تاریخی قلعه حماملو در فهرست آثار ملی
تپه قلعه حماملو به موقعیت جغرافیایی بخش مرکزی روستای حماملو به شماره ۲۵۲۱۸ و با قدمت عصر مفرغ تا هزاره اول قبل از میلاد در روستای حماملو کشف شد. این اثر از تاریخ ثبت، ضمن رعایت حقوق مالکانه، تحت نظارت، مراقبت و حمایت این سازمان آثار ملی بوده و هرگونه اقدام و عملیاتی که منجر به تخریب یا تغییر هویت اثر شود ممنوع بوده و مرمت و بازسازی اثر صرفاً با تأیید و نظارت این سازمان ممکن است.

## اموال به سرقت رفته
در بخشی از روستای حماملو بنام آق داشلؽق گورستانی است که سنگ‌قبرهایی با اشکال و خطوط گوناگونی کنده و نگاشته شده و به دوره‌های اسلامی و پیش از آن متعلق بوده متجاوز از ۱۰۰ قطعه بوده که به زبان ترکی قوْچ داشؽ نامیده می‌شود که در طی سال‌های ۱۳۶۴ به بعد در اثر بی‌توجهی مردم و سازمان‌های ذی‌ربط یادبودهای باستانی مورد چپاول و تاراج قرارگرفته و همگی ویران و با خاک یکسان گشته است.

## آثار تاریخی ثبت‌شده
از قدیم‌ترین اثرهای تاریخی حماملو، تپه قلعه حماملو و تپه و گورکان حماملو (گوورچین گیران) است که تپه قلعه حماملو در تاریخ ۱۸ اسفند ۱۳۸۷ با شمارهٔ ثبت ۲۵۲۱۸ و تپه و گورکان حماملو (گوورچین گیران) در تاریخ ۲۷ بهمن ۱۳۸۷ با شمارهٔ ثبت ۲۴۶۹۸ به‌عنوان آثار ملی ایران به ثبت رسیده‌اند.

## مناظر طبیعی و دیدنی
- تپه قلعه حماملو
- تپه و گورکان حماملو (گؤگرچین کیران)
- پیشیک-داشؽ، صخره‌ای به ریخت گربه.
- دگیرمان بوْغازؽ
- کاسابۇلاق، چشمه‌ای به ریخت دو کاسه تودرتو.
- باغؽر بۇلاغؽ، چشمه‌ای زیبا در بیرون از روستا.
- کیران بۇلاغؽ، از چشمه‌های بزرگ روستا.
- نو بۇلاق، از چشمه‌های بزرگ روستا.
- گۆنئی داغؽ، این کوه در نزدیکی روستاست که در زمان تاختن روس‌ها به ایران، سربازهای روسی ۳ روز در این کوه اردو زده بودند. هنوز هم نشانه‌ها زغال‌هایی که روس‌ها در این کوه خاک‌سپاری کرده‌اند موجود است.
- غارهای حماملو، در سال ۹۱ از سوی هیئت دولت تصویب گردید تا مهمانسرای صخره‌ای در غارها ساخته شود.